# Ramune
El Ramune (ラムネ?) es una bebida gaseosa vendida originalmente en Japón y que fue creada en Kōbe por Alexander Cameron Sim.

## Diseño
El ramune es ampliamente conocido por el diseño de su botella (de cuello Codd), haciendo referencia a su inventor, Hiram Codd. Están hechas de vidrio y selladas con una canica que se mantiene en su sitio por la presión generada por la carbonatación de la bebida. Para abrir la botella, se provee un instrumento para empujar la canica hacia el cuello de la botella, donde produce un sonido mientras se bebe.
A las personas que prueban el ramune por primera vez, a veces les resulta difícil hacerlo, ya que requiere cierta práctica aprender a lograr que la canica no bloquée el flujo de la bebida. En la nueva versión de la botella (2006), se agregaron pequeñas ranuras al cuello de la misma (donde se alojaba inicialmente la canica). De esta manera, se evitaba que la canica obstruya el flujo de bebida cuando se consume. El diseño de esta causa una atracción especial en los niños, los cuales dicen ver la imagen de una "cabeza extraterrestre" formada por la bolita y las hendiduras en el cuello de la botella. Esto otorga a la marca un elemento de reconocimiento y mercadeo único, incluso para la gente que no recuerda el nombre del producto. La canica, que puede ser retirada después de terminar la bebida, es también un elemento de identificación de la marca. Por otra parte, el ramune también está disponible en botellas plásticas PET, así como en latas.
La bebida es uno los símbolos modernos del verano en Japón y es muy consumida en días y noches calientes de festivales. Las botellas vacías se guardan normalmente para reciclaje en los establecimientos donde se vende.

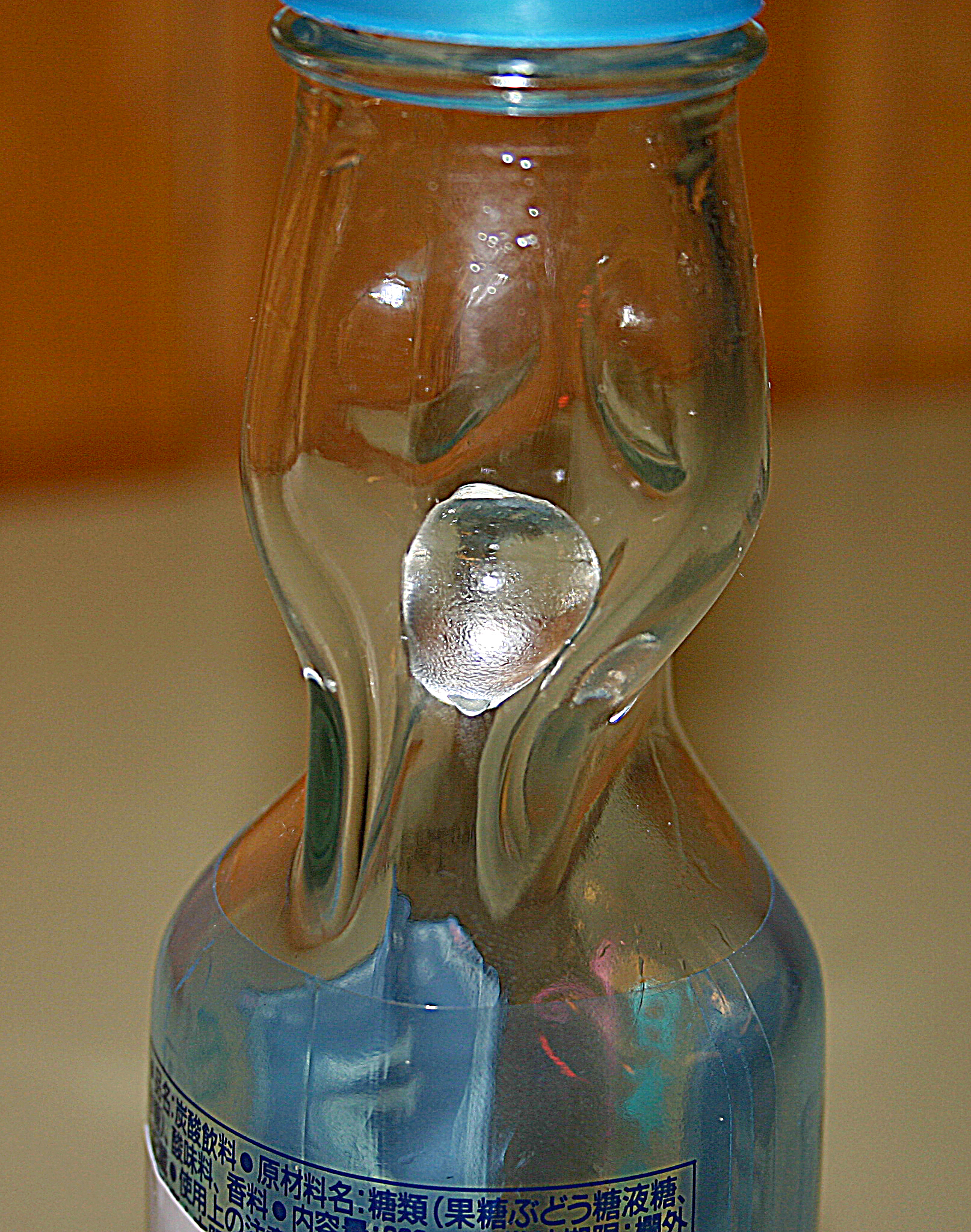
Cuello de una botella de ramune.

## Sabores
El sabor original del ramune es de lima-limón. La palabra ramune deriva fonéticamente del inglés "lemonade". Ambos, la limonada gaseosa y las botellas distintivas son importadas desde el Reino Unido de manera conjunta, siendo asociadas una con la otra.
Incluyendo el original, hay 26 sabores de ramune: Plátano, arándano, Blue Hawaii, chicle, cereza, cola, curry, Disco Dance, manzana verde, kimchi, kiwi, lichi, mango, melón, moscatel, pulpo, naranja, melocotón, piña, frambuesa, fresa, wasabi (disponible en Tokyu Hands), sandía, yuzu, galleta, cerveza de raíz, Kool-Aid, chocolate, vanilla, coco y agua.